# 东京歌剧城
35°41′0.82″N 139°41′11.54″E / 35.6835611°N 139.6865389°E
东京歌剧城（日语：東京オペラシティ）是位于日本东京西新宿的综合文化设施，由新國立劇場與東京歌劇城大廈構成。

## 概要
东京歌剧城大厦是东京都新宿区西新宿第三高的摩天大楼，仅次于东京都厅舍与新宿公园塔。主要入居企业有NTT相关企业、日本手机内容提供商MTI以及法国赛诺菲制药。与涩谷区本町的新国立剧场相邻。可以从京王电铁京王新线初台站直达。